# Infarct
Infarct is in het medisch jargon de term die wordt gebruikt voor afsterven van weefsel, wat optreedt als gevolg van zuurstofgebrek door een ontoereikende bloedvoorziening. Het proces van vorming van een infarct wordt infarcering genoemd. Als bloedvoorziening onvoldoende is, maar de weefsels nog niet afsterven, wordt het ischemie genoemd.
Een infarct ontstaat meestal door gehele of gedeeltelijke afsluiting van een bloedvat. Mogelijke oorzaken zijn:
- een trombose: bloed dat stolt, en zo de bloedbaan afsluit
- een embolie: een 'prop' die door het bloed wordt meegevoerd en ergens vastloopt.

Weefsels worden vaak door meerdere bloedvaten tegelijk van bloed voorzien: een netwerk van collaterale vaten. Een infarct ontstaat pas als ook deze collaterale bloedvoorziening ontoereikend is.
Men onderscheidt een anemisch infarct, een infarct als gevolg van bloedleegte, en een hemorragisch infarct, een infarct waarbij bloed zich ophoopt in het necrotiserende weefsel door bijvoorbeeld een afgesloten afvoer.
Infarcering kan in principe overal optreden. Het meest bekend daarbij is het myocardinfarct, waarbij de kransslagaderen de hartspier onvoldoende van bloed kunnen voorzien. Ook het herseninfarct (beroerte) is een bekende vorm, waarbij de locatie van het infarct de klinische symptomen verklaart, zoals bij het syndroom van Wallenberg.
Overdrachtelijk wordt de term infarct ook gebruikt voor het dichtslibben van wegen: verkeersinfarct. Het woord infarct is afgeleid van het Latijnse werkwoord infarcere dat "instoppen" of "opvullen" betekent.